# Tilsia Varela
Tilsia Carolina Varela La Madrid (ur. 19 sierpnia 1994) – wenezuelska szachistka, mistrzyni międzynarodowa od 2013 roku.

## Kariera szachowa
Reprezentowała Wenezuelę trzykrotnie na olimpiadzie szachowej, w 2012, 2014 i 2016 roku. Zakwalifikowała się do mistrzostw świata w 2021 roku, gdzie w pierwszej rundzie po dogrywce przegrała z Pauline Guichard. Ponownie udało jej się zakwalifikować do mistrzostw świata w 2023 roku, przegrywając w pierwszej rundzie z Olga Badelka.
Najwyższy ranking w dotychczasowej karierze osiągnęła 1 listopada 2022 roku, z wynikiem 2118 punktów.